# Лелів
Лелі́в — колишнє село в Україні Іванківського району Київської області, що знято з обліку у зв'язку з відселенням мешканців унаслідок аварії на ЧАЕС, за 9 км від станції. До аварії на ЧАЕС підпорядковувалося Копачівській сільській раді Чорнобильського району.
Вважалося одним з найкраще збережених сіл у Зоні відчуження.
Більша частина села згоріла під час квітневих пожеж у 2020 році.

## Історія
На території селища виявлено залишки давньоруського городища ХІІ – ХІІІ століть розміром 80 на 60 метрів. Збереглися потужні вали висотою до двох метрів та рови. Імовірно це частина Гримівського городища. На давньоруському городищі знайдено також уламки глиняного посуду середньодніпровської та милоградської культур. Виявлено поселення тшцінецької культури.
Перша писемна згадка про село датована 1648 роком, коли в селі вже існувало 27 дворів.
До 1832 року село належало до Шепелицького маєтку Овруцького василіянського монастиря.
1887 року в селі мешкало 480 осіб, 1900 — 631 особа, діяла школа грамоти.
Напередодні аварії на ЧАЕС у селі мешкало 1233 мешканців та було 433 дворів.
Лелів вважався курортним місцем. За кілька кілометрів на північ від села Лелів, у сосновому гаю, розташовується база відпочинку «Смарагдове". До аварії тут відпочивали як сім'ї військовослужбовців з гарнізону секретного містечка Чорнобиль-2, які проживали неподалік, так і персонал атомної станції. На території бази налічується близько ста дерев'яних літніх будиночків, які майже всі розмальовані під сценарії різних мультфільмів або казкових персонажів. Наприклад «Левеня й черепаха» з популярної дитячої пісеньки «Я на сонечку лежу», «Вовк і Заєць» з мультфільму «Ну постривай», «Кіт Леопольд», «Казкові гноми» і т.д.
Село було повністю виселене через сильне радіаційне забруднення і офіційно зняте з обліку 1999 року за відсутністю жителів. Мешканці переселені в с. Недра Баришівського району.
Більша частина села Лелів, як і табір "Смарагдовий", згоріла під час квітневих пожеж у 2020 році.

## Після аварії
Після Чорнобильської катастрофи село увійшло до 10-кілометрової зони відчуження.
Нині на шляху від Чорнобиля до ЧАЕС, що проходить повз село, існує КПП «Лелів» при в'їзді у 10-кілометрову зону навколо станції.
Після аварії на території села зробили біологічний могильник, куди звозили всіх відстріляних домашніх тварин і худобу.
У комп'ютерній грі «Сталкер», «Смарагдовий» послужив як прототипом однієї з локацій.
Територія села згоріла під час лісових пожеж в Чорнобильській зоні у квітні 2020.
З кінця лютого до 1 квітня 2022 року село було окуповане російськими військами.

## Назва
За найпопулярнішою версією, назва походить від нічного птаха леляка (дрімлюги).
Наголос у назві села правильно ставити на "і". Часто екскурсоводи та сталкери вживають неправильний наголос на "е".

## Відомі уродженці села
Лопатюк Віктор Іванович — черговий електромонтер електричного цеху Чорнобильської АЕС, ліквідатор аварії на ЧАЕС, який загинув від опромінення внаслідок катастрофи 26 квітня 1986 року. Народився 22 серпня 1960 року. Помер 12 травня 1986 року від  променевої хвороби в 6-й Московській клінічній лікарні.

## У поп-культурі та мистецтві
У комп'ютерній грі «Сталкер», база відпочинку «Смарагдове» слугувала прототипом однієї з локацій.